# Мешхед
Мешхед (перс. مشهد) — місто на північному сході Ірану. Центр провінції (остану) Хорасан-Резаві. Друге місто в країні за кількістю населення після Тегерана. У місті знаходиться одна з найбільших святинь шиїтів-імамітів — мавзолей Імама Рези. Впродовж 1736—1796 років місто було столицею династії Афшарідів.

## Клімат
Мешхед знаходиться в перехідній між середземноморським та тропічним кліматом степовій зоні, котра характеризується посушливим кліматом. Найтепліший місяць — липень із середньою температурою 27,2 °C (81 °F). Найхолодніший місяць — січень, із середньою температурою -0.6 °С (31 °F).
| Клімат Мешхеда          | Клімат Мешхеда | Клімат Мешхеда | Клімат Мешхеда | Клімат Мешхеда | Клімат Мешхеда | Клімат Мешхеда | Клімат Мешхеда | Клімат Мешхеда | Клімат Мешхеда | Клімат Мешхеда | Клімат Мешхеда | Клімат Мешхеда | Клімат Мешхеда |
| Показник                | Січ.           | Лют.           | Бер.           | Квіт.          | Трав.          | Черв.          | Лип.           | Серп.          | Вер.           | Жовт.          | Лист.          | Груд.          | Рік            |
| Абсолютний максимум, °C | 17             | 20             | 30             | 33             | 37             | 40             | 43             | 42             | 38             | 32             | 30             | 20             | 43             |
| Середній максимум, °C   | 3              | 6              | 13             | 20             | 25             | 31             | 33             | 31             | 28             | 21             | 14             | 7              | 20             |
| Середня температура, °C | 0              | 1              | 8              | 15             | 20             | 25             | 27             | 25             | 21             | 14             | 8              | 3              | 14             |
| Середній мінімум, °C    | −5             | −2             | 3              | 10             | 13             | 18             | 20             | 17             | 13             | 7              | 2              | −1             | 8              |
| Абсолютний мінімум, °C  | −23            | −22            | −8             | −7             | 2              | 7              | 2              | 0              | 2              | −6             | −11            | −15            | −23            |
| Норма опадів, мм        | 20             | 30             | 50             | 40             | 20             | 0              | 0              | 0              | 0              | 10             | 10             | 10             | 240            |
| ----------------------- | -------------- | -------------- | -------------- | -------------- | -------------- | -------------- | -------------- | -------------- | -------------- | -------------- | -------------- | -------------- | -------------- |
| Джерело: Weatherbase    |                |                |                |                |                |                |                |                |                |                |                |                |                |

## Транспорт
Залізницями Мешхед пов'язаний з Тегераном на заході, Серахс (Туркменістан) на сході та Бафк на півдні. 2011 року відкрито Мешхедський метрополітен.
Місто обслуговується Міжнародним аеропортом Мешхед, який є другим найзавантаженішим в країні після тегеранського аеропорту Мехрабад. Виконуються рейси в багато міст Азії, у тому числі в Тегеран (Мехрабад), Бахрейн, Ісфахан, Йєзд, Захедан, Бендер-Аббас, Ель-Кувейт, Дубай, Бішкек, Ахваз, Дамаск, Доха, Душанбе, Лахор, Стамбул та інші.

## Уродженці
- Мухаммед Реза Шаджарян (* 1940) — іранський співак, композитор.
- Ібрагім Райсі
- Алі Хаменеї

## Галерея

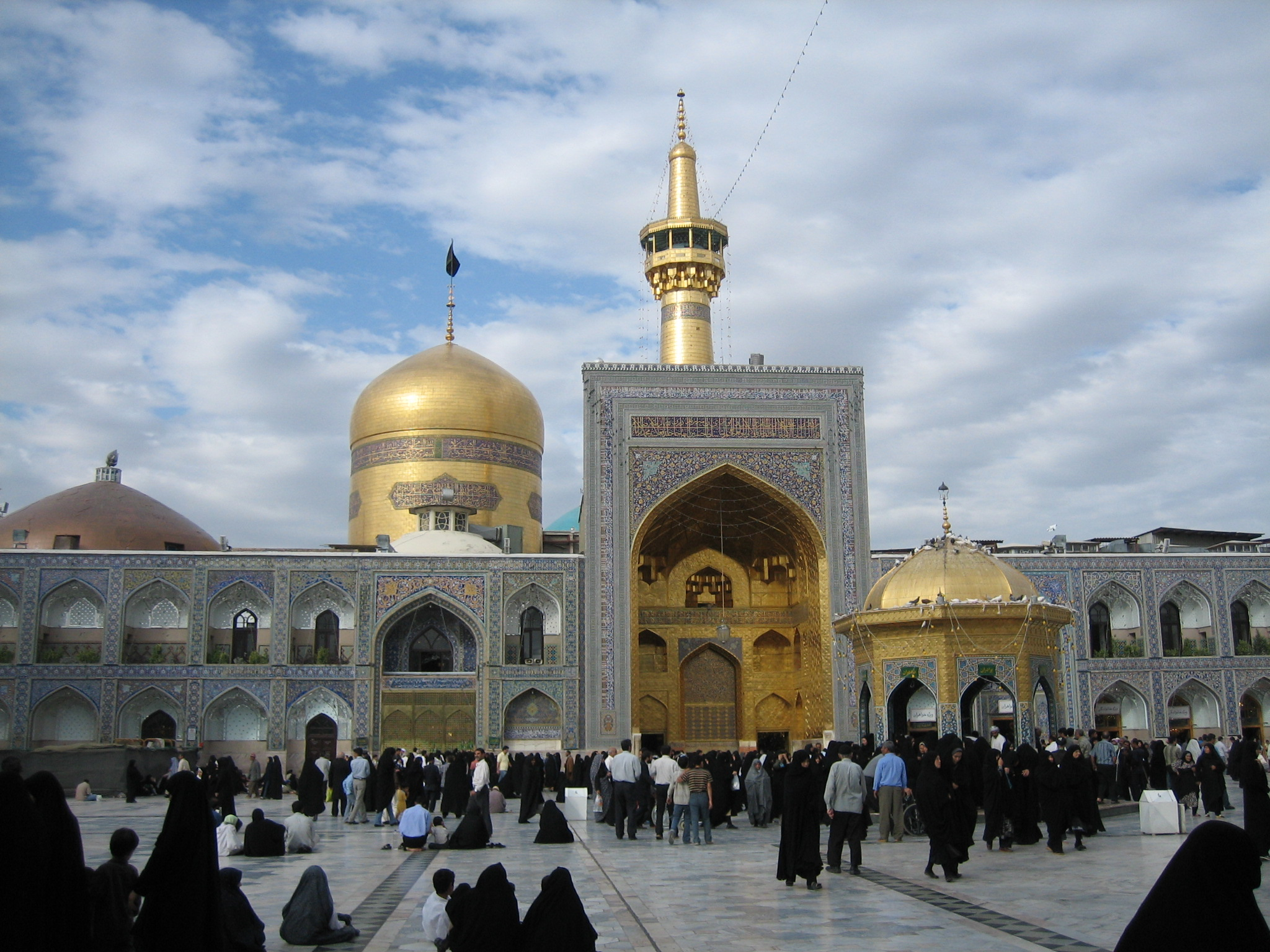
Храм Імам Реза
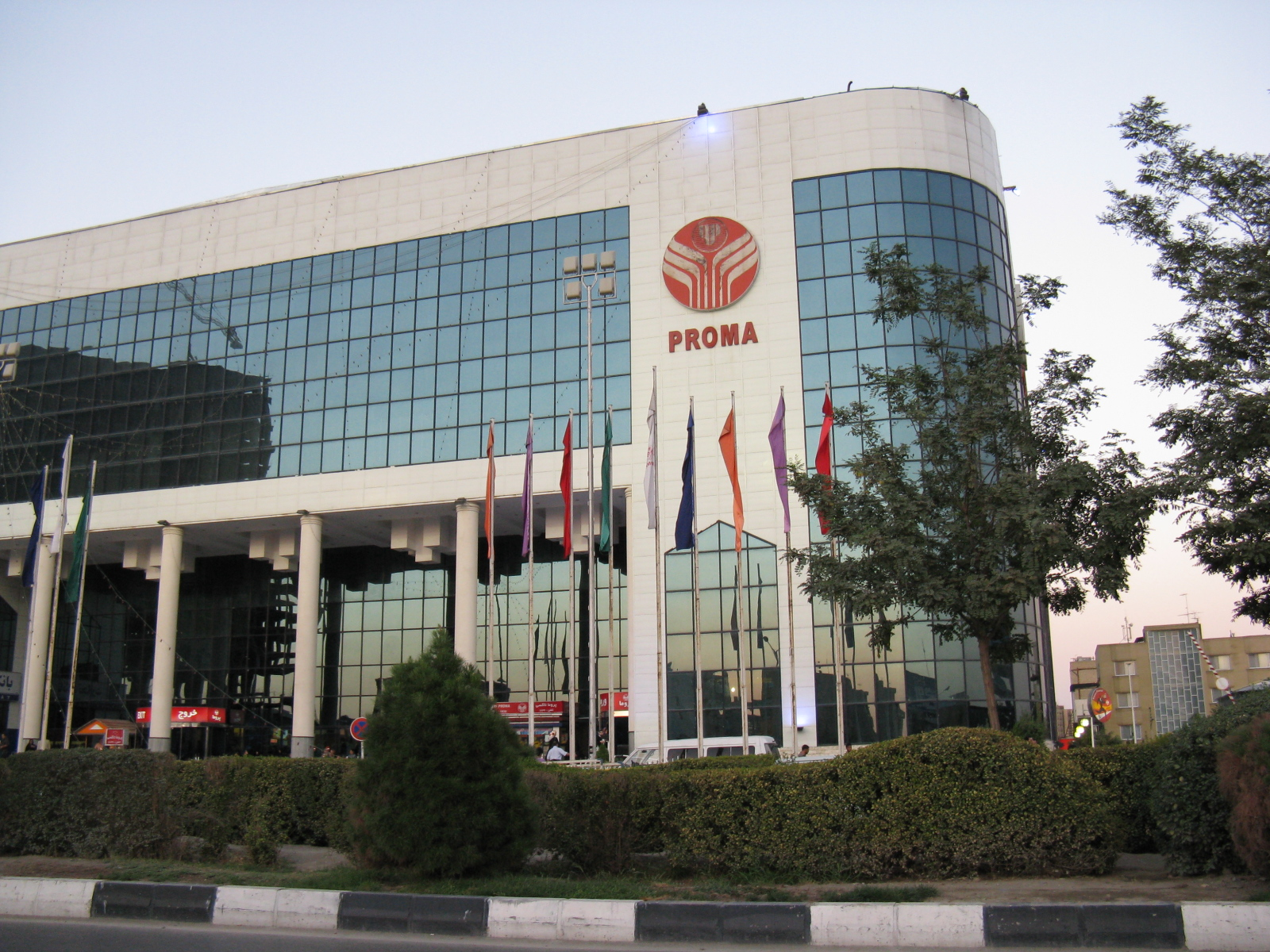
Гіпермаркет Прома
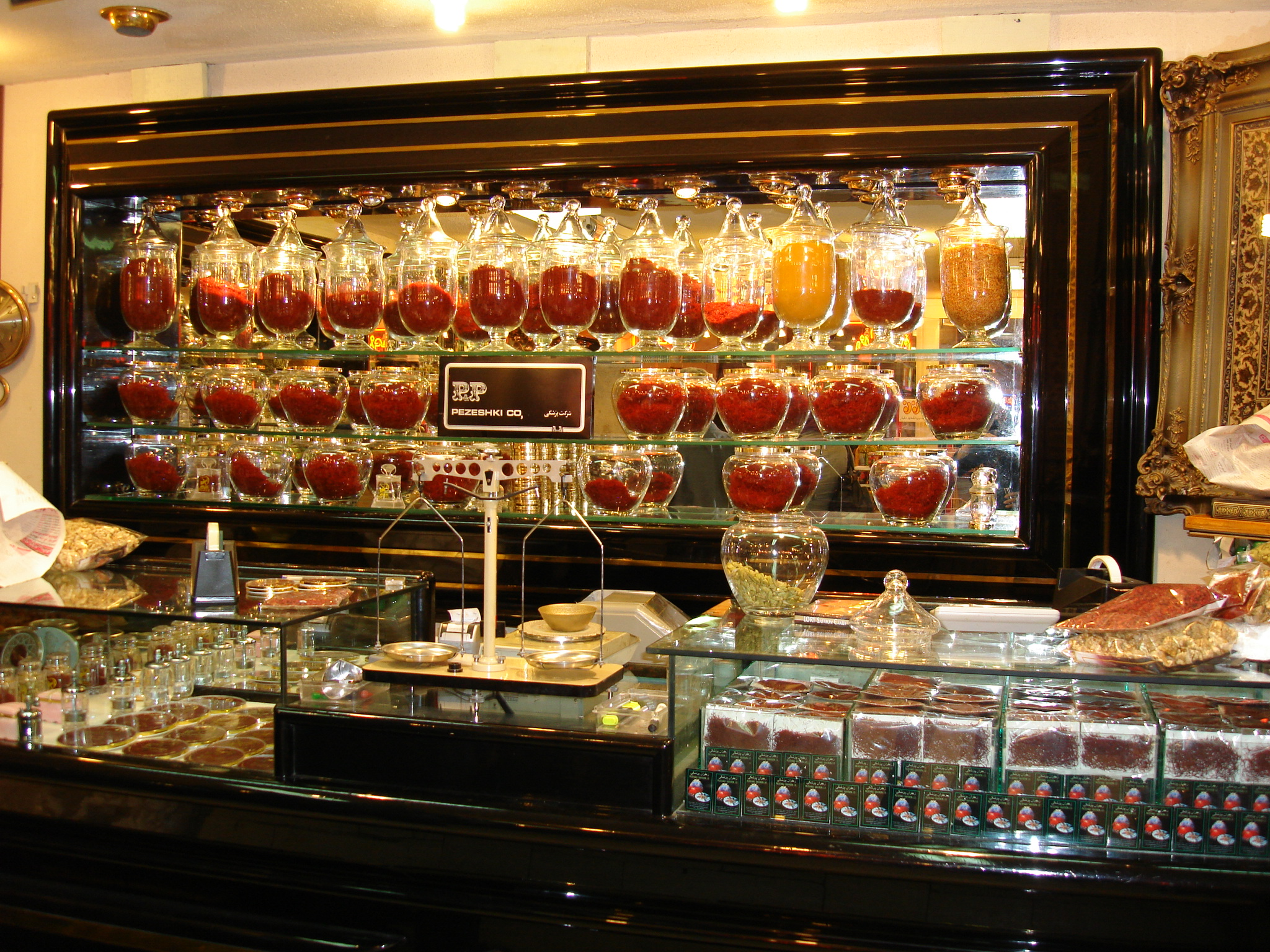
Мешхед є великим торговим центром шафрану в Ірані.
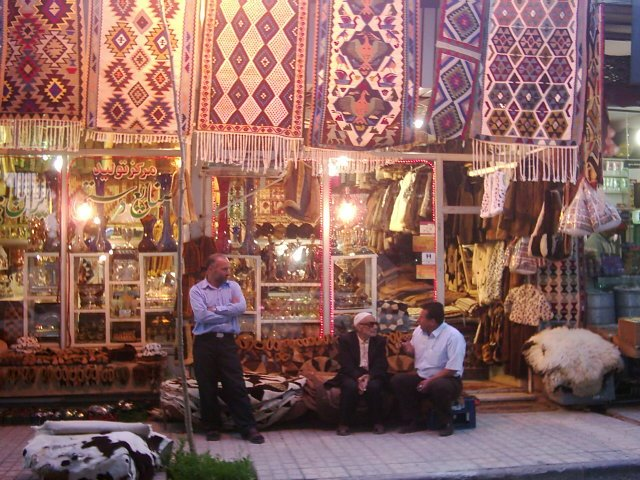
Багато красивих кустарних виробів продаються в Шандізі і Torghabeh.
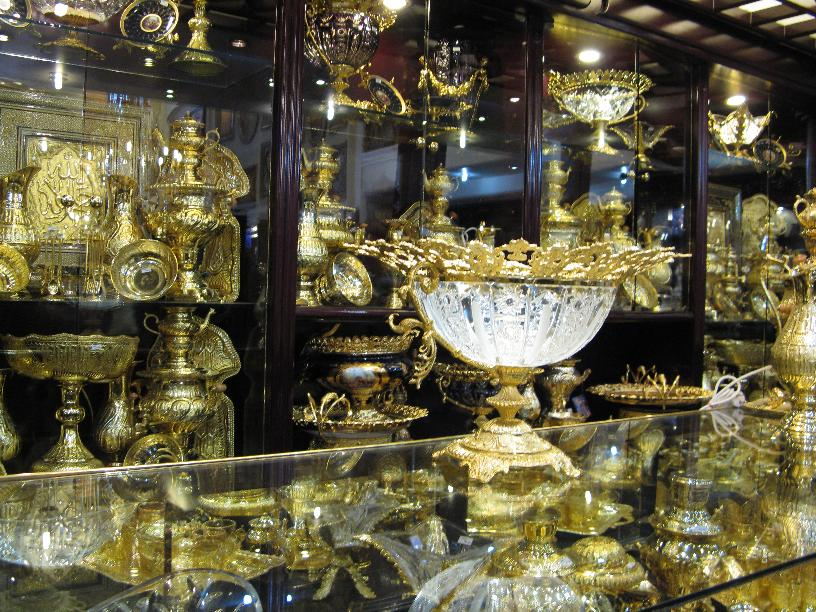
Деякі іранські металеві кустарні вироби в Торгхабесі (Torghabeh)
Головний фасад мавзолею Фірдоусі в Тусі
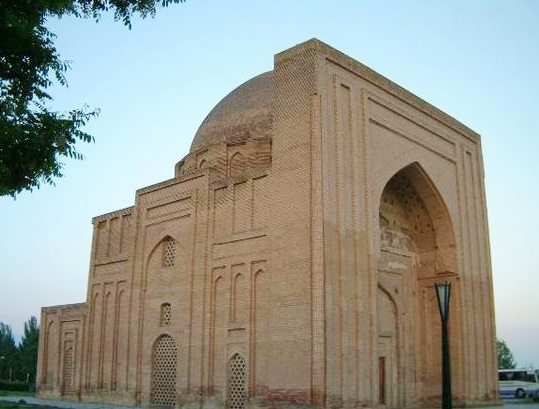
Haruniyeh Dome в Тусі
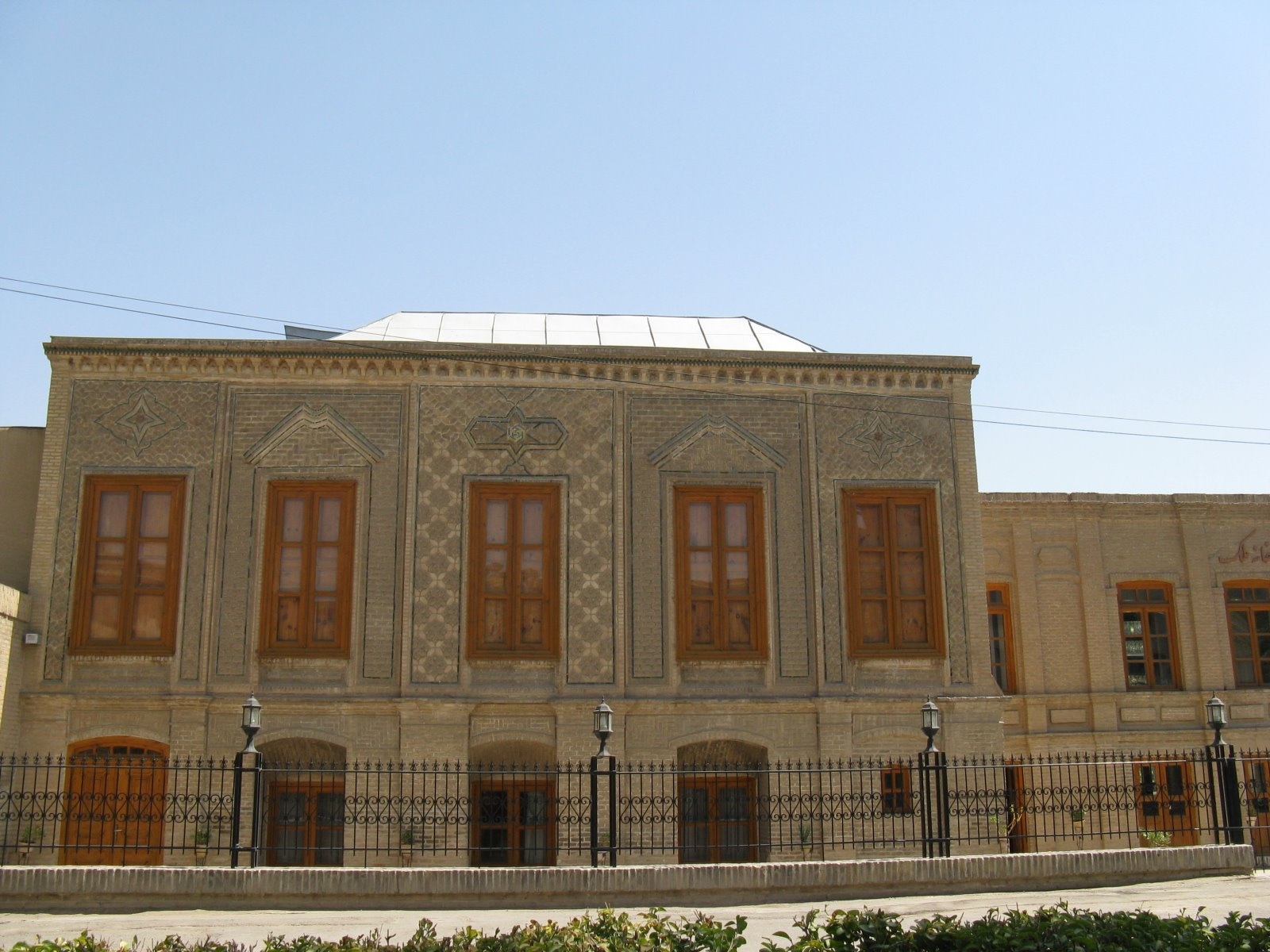
Будинок Малека в Мешхеді
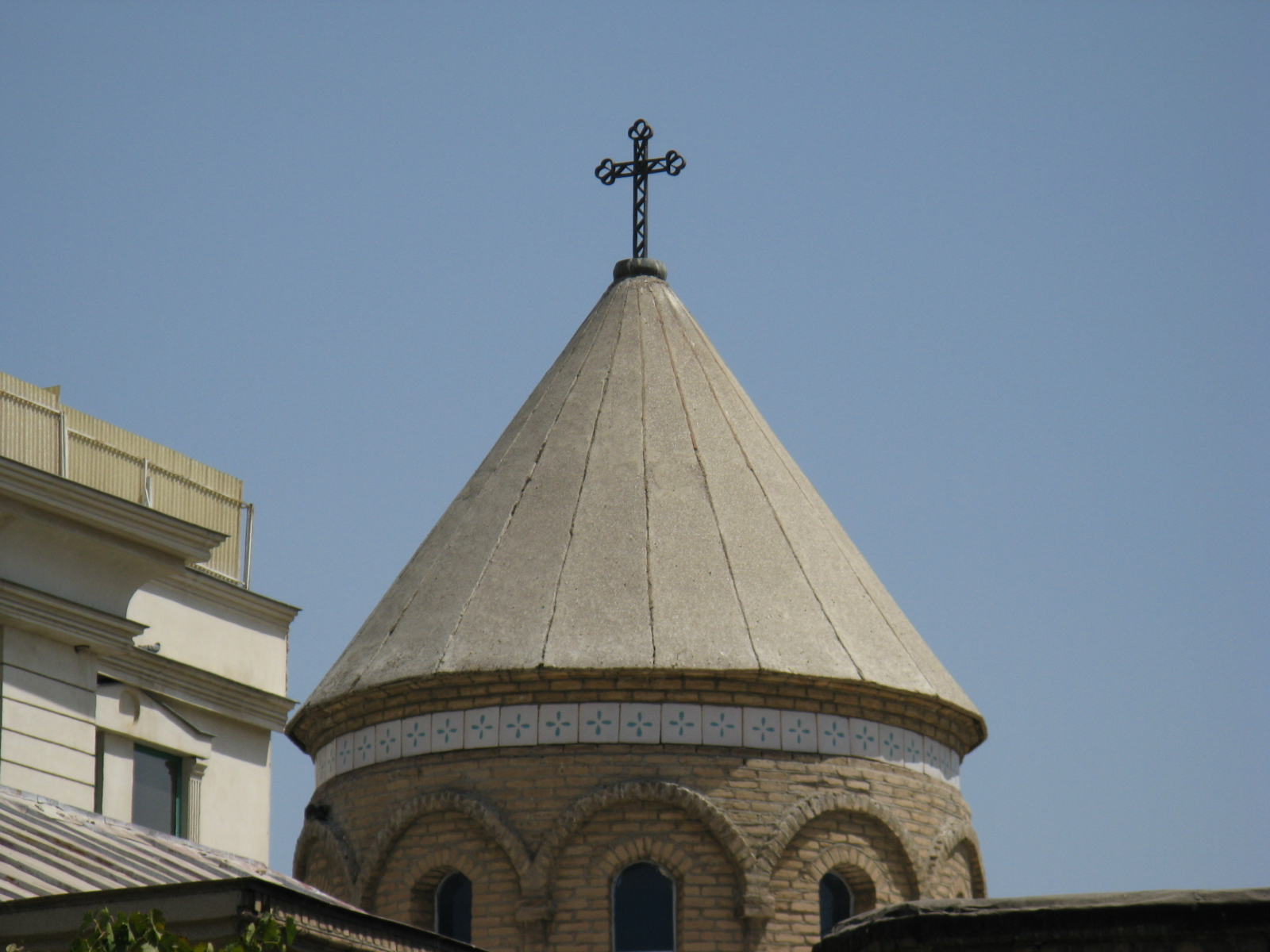
Санкт-Месроп, Вірменська церква в Мешхеді
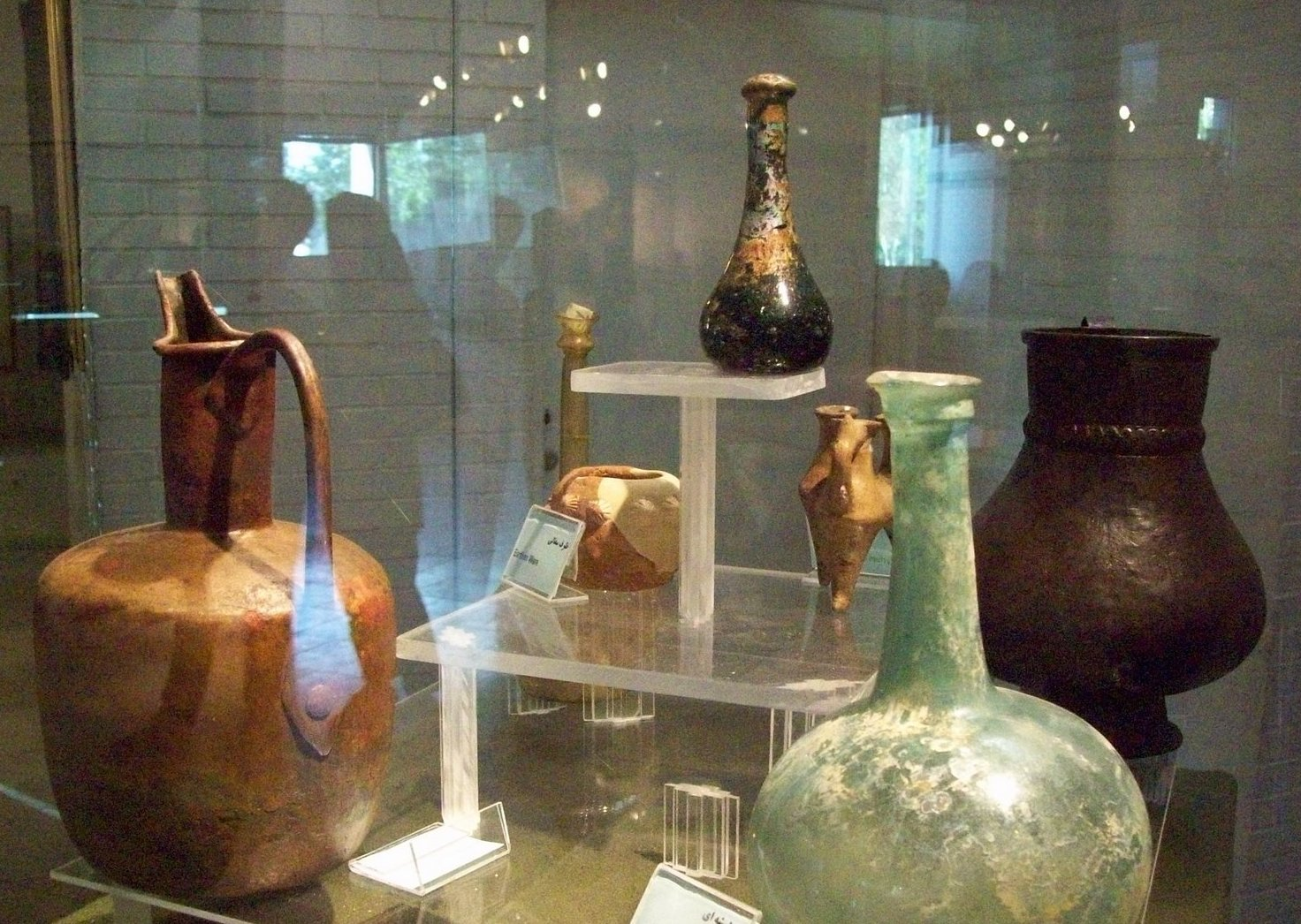
музей Tous біля Мешхеда
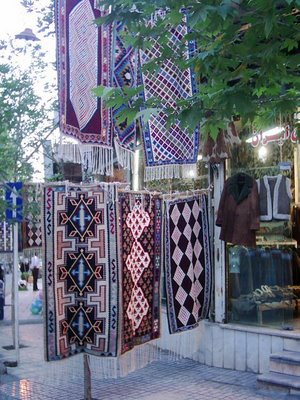
Шандіз - туристичне місто поряд з Мешхед
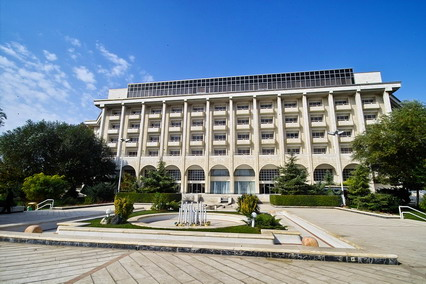
Homa Hotel
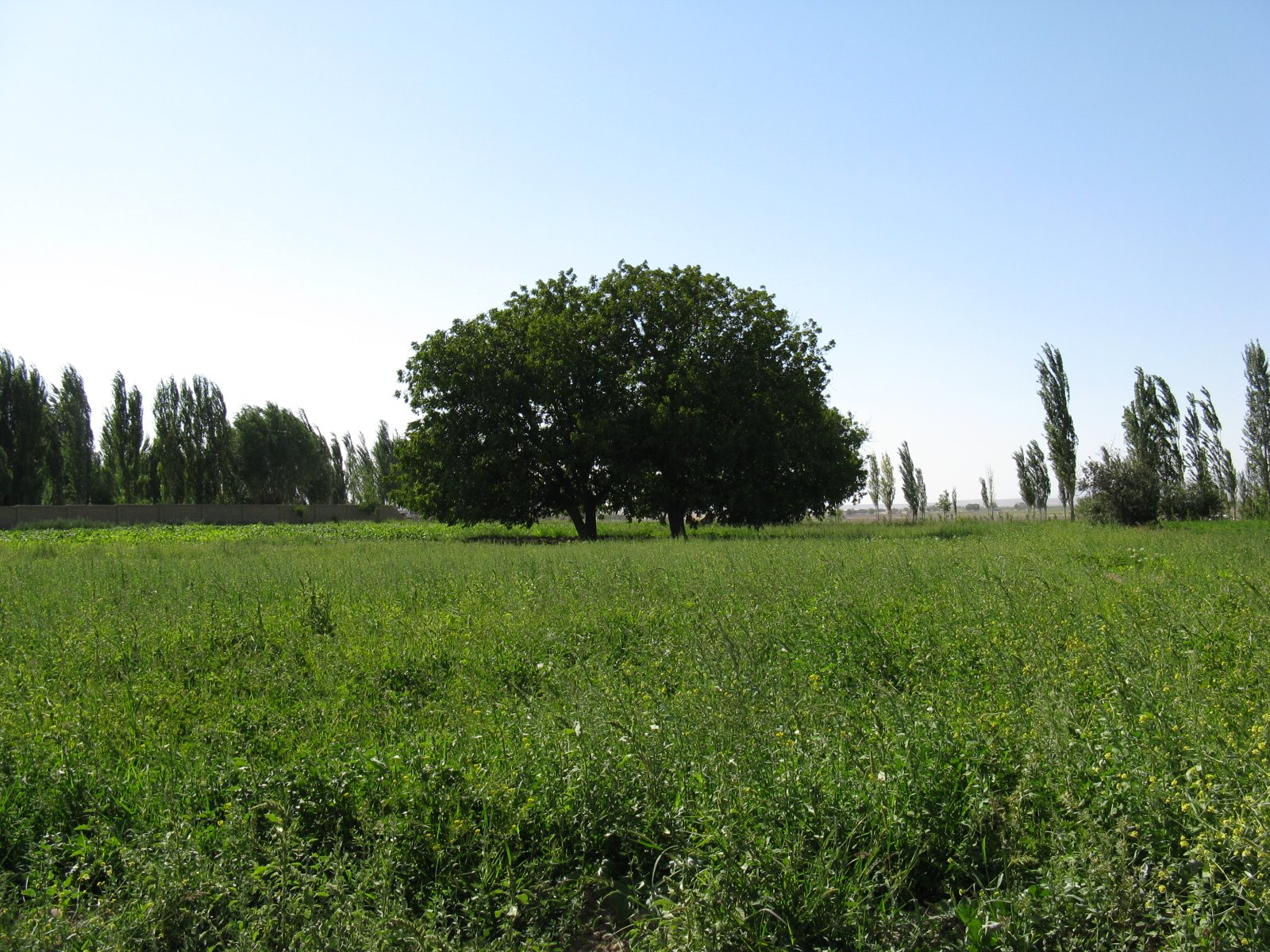
сільські краєвиди біля Мешхеда